# Magnús Magnússon
Magnús Magnússon (IPA: /ˈmaknus ˈmaknuˌsɔn/), född 12 oktober 1929 i Reykjavik, Island, död 7 januari 2007 i Balmore, Dunbartonshire, Skottland, var en brittisk (skotsk) journalist, författare och programledare. Han blev känd som programledare i det brittiska frågesportprogrammet Mastermind vilket han ledde 1972-1997.
Han var född på Island men levde större delen av sitt liv i Skottland, även om han aldrig var brittisk medborgare. Han avled den 7 januari 2007 i pankreascancer.